# خوان برافو
خوان برافو (بالإسبانية: Juan Bravo)‏ هو سياسي إسباني، ولد في 1483 في أتينثا في إسبانيا، وتوفي في 1521 في إسبانيا بسبب قطع الرأس.